# Usa (město)
Usa (japonsky 宇佐市) je město v prefektuře Óita v Japonsku. K roku 2019 v něm žilo přes třiapadesát tisíc obyvatel.

## Poloha a doprava
Usa leží  na severním břehu ostrova Kjúšú východně od Nakacu a západně od Bungo-Takada.
Přes Usu prochází železniční trať Kokura – Kagošima.

## Dějiny
Usa je městem od 1. dubna 1967.

### Rodáci
- Futabajama Sadadži, zápasník sumó